# この島には淫らで邪悪なモノが棲む
『この島には淫らで邪悪なモノが棲む』（このしまにはみだらでじゃあくなモノがすむ）は原つもいによる日本の漫画。『月刊コミック電撃大王』（KADOKAWA）にて、2014年6月号から2018年5月号まで連載された。

## あらすじ
東南大学所属の民俗学サークルと主人公・梶浦太郎は調査と観光を兼ね、観音姫様伝説のある孤島・伊喜島へと訪れる。だが、そこではよそ者は踏み入れてはいけない禁忌があり、それに触れた梶浦太郎のグループは村人の狂気にさらされることになる。

## 登場人物
梶浦太郎
主人公。東南大学の民俗学を専門する大学生。ハルに気がある。最初は村人を恐れていたが、次第に反撃したりハルを拘束したりと嗜虐的になっていく。一郎太と容姿が似ており、姫長に好かれている。実は一郎太の転生した存在であり、後にその記憶が戻る。一人称は俺。45話では唐突に一人称が僕になり、一郎太の人格が現れる。かつて一郎太として犯した過ちの罰を受けるように男衆に暴行される蒔絵をただ見守るしかなかった。これにより過去の過ちに後悔するが、ハルに助けられて呪いの樹に格納された蒔絵に謝りに行くことを兼ねて宇宙船でマハの母星に向かう。9巻エピローグでは宇宙船内でハル＝マハと数百年ぶりに愛し合い、物語は終わった。
一郎太
梶浦の前世。6話登場で名前は11話で判明。一見、知的好奇心が強い温厚そうな青年だが、邪魔者を殺すなど残忍で冷酷な一面がある。五百年前に村を滅ぼしかけ、また不死性を村人に与えた張本人。マハを愛しており、マハを殺害した人間について激しい憎悪を向ける。マハのUFOを蒔絵と共に見つけて、マハと交流、恋仲になりながら優れた宇宙人の知識を独学で身に付けていった。一人称は「僕」(連載時では「俺」で単行本では「僕」に修正された)。
コピー一郎太
20話登場。一郎太が呪いの樹のオペレーションシステムとして利用するために自身の記憶と人格をコピーした存在で自我を持つ。自身の役目に嫌気が差しており人間になろうとしている。35話で海から死体の動かし方を聞き、今も同じことができるのかと興味を持つが40話で呪いの樹に戻ってしまい、42話でマハに男衆が自分の使っていた身体を壊そうとしている=梶浦を殺そうとしていることを話しただけで最終話を迎えた。その後の消息は不明。
夜戸ハル
東南大学民俗学部の梶浦太郎の先輩で伊喜島出身の女衆。美人。5話では夜戸春と漢字表記。カルマ落ちで数百年間の生きた記憶がない。太郎を騙して女衆に引き渡したため、梶浦太郎の信頼を失い首を絞められる。実はマハと身体を入れ替えていて、10年間、マハに身体を貸して大学院生として本土に向かわせ、偶然にも一郎太の生まれ変わりである梶浦との再会を果たさせる。本物の夜戸ハルは兄の夜戸竹蔵と親友のモノに恋愛感情を持たせるほど好かれていたが、カルマ落ちになり竹蔵やモノとの思い出などの過去の記憶をすべて失い絶望した。死に場所を求めて常世の村の宇宙船に迷い込んだところ、そこで生命維持装置に繋がれて生き続けるマハと出会う。マハと入れ替わった後は観音姫として死亡。18話で登場した死体は身体はマハだが、ハルの死体でもあることが最終話で判明する。マハの推察では未来を信じる何かを持っていなかったため、入れ替わったマハの身体に繋がれている生命維持装置のチューブを自ら外して命を絶ったものとされる。
マハ・リンベンデリウス（9巻ではマハ・キリシガル・イェールライト）
ハルの身体を借りた宇宙人であり超常的な能力の持ち主である真の観音姫。白髪に巨乳の美女で、恋仲である一郎太と共に6話で初登場。フルネームは35話で登場。母星の一等研究員でサイボーグの身体を持っていたが、結城氏の兵士の矢が当たり心臓部の機械が損傷してしまう。この事態に取り乱した一郎太の行動が結果的に自身の破滅と伊喜島と世界の危機を招いてしまう。生命維持装置の椅子に繋がれたまま数百年の孤独を過ごし、死に場所を探して常世の村に迷い込んだハルと出会う。その後はハルと身体を入れ替えて梶浦となった一郎太と再会し、伊喜島に連れて行き、最後は宇宙船で母星に向かう。9巻エピローグではハルの身体で一郎太の記憶と人格になった梶浦と数百年ぶりに愛し合うところで物語は終わった。
蒔絵
自身を鎖で拘束している白髪の少女。2話初登場で本名は21話登場。観音姫として常世の村の連絡を行うことができる存在で、神通を使って女衆の魂の乗り換えを代行している。伊喜島を牛耳っている立場にあるが島民の人望は薄く、女衆からも呪いの樹のアクセス権があるため女衆の長と重宝されているに過ぎない。梶浦を夫にしようとするが45話で美加が覚醒したことで男衆に射殺される。媛長、姫長とも表記され、一人称は我、わらわ、わし、私など安定しない。
美加
蒔絵の「今の身体」の本当の持ち主で伊喜島に強い怒りと憎しみを持つ。転生に失敗した蒔絵が鎖で拘束する理由であり、蒔絵が寝ている時や弱っている時に覚醒して自死する可能性があるため、常に身体を拘束している。存在自体は10話でキユが示唆しており、44話で覚醒、殺意を剥き出しにして竹蔵に怪力で襲い掛かり、首に噛み付いて食いちぎるなどして重傷を負わせるが、45話で男衆によって蒔絵ごと射殺される。この行動が結果的にハル（マハ）の梶浦を助けるきっかけとなった。
村長竹蔵
男衆のリーダー兼村長。1話登場。深田教授に祭りの見学を頼まれるが「祭りの時には絶対によそ者がいてはならない」と警告する。一郎太を恐れており、一郎太の記憶が戻った梶浦太郎を殺害しようと画策する。その正体は一郎太に作られた存在で蒔絵の父を肉体としたコピー。男衆が眠る中、ひとり飛び立つ宇宙船を目撃して「今度は何を失ったのか」と涙する。
夜戸竹蔵
ハルの兄。1話登場。コピー一郎太曰く「大切な宝物を大切だから傷付ける」という情緒不安定な危ない性格で、昔から妹のハルの首を絞めるなどしていたがハルに対する愛情は本物。14話でハルをレイプして再び体を入れ替えて記憶を思い出させるために絞殺しようとするが梶浦に木材で撲殺される。その後は16話で梶浦とハルに死体を埋められる。本来のハルが自殺したことは最後まで知らなかった。大王連載時のあらすじでは本物の夜戸ハルの恋人とされていた。
夜戸海
女衆のリーダー。1話登場。ハルと夜戸竹蔵とは戸籍だけの妹。女衆の冷静なまとめ役だったが梶浦に惹かれ体を重ねる。後に梶浦を守るため男衆と対決する。その後、40話で侵入してきた男達により囚われた梶浦を助けようとして撃たれて死亡する。大王連載時の38話では体を重ねた後コピー一郎太と共に迎賓館の外に並べられた女衆の盾に見て驚く描写(38話の26ページ目と30ページ目)があったが、単行本8巻ではコピー一郎太だけが女衆の盾を見ている描写に修正された。　
六条キユ
胸に手術痕がある女衆。8話登場。蒔絵の近しい親戚。
胸の傷は幼少期に病気で手術した痕で、汚らわしいとして他人に見られることも嫌う。体の入れ換えには3回の制御に成功しているそう。祭司候補である梶浦に自身の魂魄をスペアボディに入れ換えてくれるのなら身体を好きにしていいという条件の下、梶浦の初体験の相手となる。9、10話では梶浦をうつしの村の中心である迎賓館に案内し、伊喜島の裏産業であるスペアボディを使った売春の存在を教えた。38話では他の女衆と共に盾にされる。39話では位置的に海に撃たれた描写があるが、41話と44話で再登場。状況に流され梶浦を助けることができなくなってしまう。
モノ
梶浦に島を出て行くよう言った女衆。7話登場。カルマ落ちする前のハルの親友だが自己中心的なところがあり、ハルを「私のハル」と言うなど恋愛感情がある。「どうでもいい」が口癖だがマハの話でハルが最終的に自殺したことを知り、ハルにとって自身もまた「どうでもいい存在」でしかなかったことに気づく。当初は定期船で助けた梶浦とハルと坂本を脱出させる予定だった。
夜戸母
1話登場。ハル、夜戸竹蔵、海の戸籍だけの母。
小百合
12話登場で名前は31話から。マゾヒストの性格がある女衆だが、39話で海に肩を撃たれた際は痛みに苦しみ頭を撃つようせがむ。40話以降は登場しない。
深田教授
1話登場。東南大学民俗学の教授。かぐや姫、羽衣伝説、八百比丘尼などの不思議な力を持った美女が遠方から現れて去っていくタイプの昔話を研究している。梶浦とハルの話を盗み聞きして観音姫伝説のある伊喜島に調査を兼ねた観光旅行を企画する。菅野の次に男衆によって惨殺される。
菅野保純
1話登場。東南大学民俗学部所属の大学生。男衆によって射殺される。最終話では回想に登場。
坂本彩矢
1話登場。東南大学民俗学部所属の女子大学生。女であるため女衆のスペアボディとしてさらわれ、牢屋を兼ねた小屋に布1枚で監禁される。その後牢屋にハルも監禁された際モノにハルと共に助けられる。当初は定期船で脱出するつもりでいたがモノが当てにならなくなり、最終話で宇宙船に乗って本土に降ろしてもらう。ツイッターでは名前が坂本美冬となっている。
梶浦の父
2話登場。再婚と離婚を繰り返す。４番目の母を最後に梶浦の育ての親となり一緒に暮らした。離婚と再婚を繰り返す要因を理解できない梶浦にとっては恐怖の対象でもあった。梶浦が実家から遠く離れた東南大学の進学の話をしたときは「そうか、わかった」の一言で承諾した。
大仁田氏
伊喜島を庇護する戦国大名。名前は10話からで、伊喜島の収益を生命線に考えるほど弱体化しており、村長の娘である蒔絵と重臣の政略結婚を進めていたが、一郎太によって当主有村が三百人の足軽ごと惨殺されたことで終いには乗っ取られる。その後は結城氏に滅ぼされたことになっている。
大仁田有村
大仁田氏当主。24話で後姿、35話で名前が登場。500年前に重臣笠根有朝と蒔絵との婚姻話が進まないことに怒り、伊喜島に兵を出して村を滅ぼそうとしたが、全員一郎太に惨殺された。彼の死体は人造の記憶を入れられて一郎太の操り人形となった。
笠根有朝
大仁田氏重臣。24話と35話で名前のみ登場。デブで蒔絵をいやらしく見る奴として蒔絵から嫌われている。蒔絵との政略結婚の相手となるが、一郎太によって破綻。
結城氏
35話登場の大名。描写こそないが海によれば大仁田氏の足軽軍団を倒しているため、歴史の表向きでは大仁田氏を滅ぼした大名とされている。42、43、44話では伊喜島に侵入し、兵士の矢のがマハに当たりサイボーグの身体を傷つけたことで一郎太を動揺させ、事件を誘発する。先遣隊を全滅させた死体を利用した攻撃をする一郎太を妖術師と恐れ、仲間の死体を祈りながら焼かせていた。最終的には全員島民に皆殺しにされた。

## 作中用語
伊喜島
観音姫伝説がある島民60人の超過疎地。美人が多いがその本質は一郎太が作り上げた快楽と欲望の監獄島。
観音姫伝説
伊喜島の天女伝説。かぐや姫、八百比丘尼、羽衣伝説など深田教授が研究する不思議な力を持った美女が遠方から現れて去っていくタイプの伝説。その本質は一郎太の大量虐殺の偽装工作。
男衆
伊喜島の村に住む30人の男達。500年前、大仁田氏との戦いで負った傷を治すことを選んだために、常に定期的な若返りと再生を繰り返す半不死の生き物となった。女衆の新しい体の父親の役割も兼ねる。最終話で再生のための宇宙船を失い、有限の人生を生きることになる。
女衆
伊喜島の村に住む30人の女達。年齢は様々だが美人ばかり。500年前、大仁田氏との戦いで陵辱された肉体を捨てることを望んだために、神通で古い体から新しい体に転生して不死性を保つようになった。またスペアボディとしても使う女性達を迎賓館に監禁しており、彼女達を使った売春で伊喜島の経済を回している他、祭りの日には儀式で男衆と交わる。男衆を『新しい身体』の父親としているため全員血縁上では祖母、母、娘、孫と親戚関係である。血がこれ以上濃くならないよう、島民の適性がある男を招き入れなければならないと考えている。
かつては蒔絵の他にも神通持ちがいた。また一郎太によって改造手術を受けているのか神通持ちの身体と女しか産めない身体となっている。
カルマ落ち
転生の失敗で記憶がない状態の女衆で、奴隷のように身分が低い。夜戸ハルが該当する。本物の夜戸ハルはこの状態に陥りったことで絶望し、死に場所を求めて常世の村へ向かうことになる。
伊喜島定期船
定期的に本土と行き来する定期便。作中では32話の梶浦の回想に手すりだけが出てきたのみで最後まで登場することはなかった。
乙女ヶ浜
1話で梶浦達が島に再上陸した砂浜。物語の冒頭はここから始まる。32話で岩のスイッチで開ける常世の村に通じる隠し扉と隠し通路があることが判明する。
宇宙船
常世の村の中心で伊喜島の奥にある巨大UFO。いつから島に降り立ったのかは不明。島民からは鳥之石楠船神と呼ばれ、触手でサンプル分析をし伸縮する口からエネルギー弾を発射する砲台も持つタコ型メカを搭載している。またマハの定期的なアクセスがなければ作動する自爆システムも搭載している。最終話で梶浦とマハを乗せて母星へと向かう。
常世の村
あの世の村という意味で500年前、伊喜島に降り立ったマハの乗ってきた宇宙船の周辺の地下施設。宇宙船まで入って男衆の若返りを定期的なメンテナンスとして行う場でもある。乙女ヶ浜には隠し通路がある。またマハのみ操作できる監視システムも存在する。
うつしの村
この世の村という意味で島外の者をもてなす表向きの村。男衆が常世の村に言ってるときは女衆はここにいなくてはならない。女衆の身体の交換を行うイヌマもある。
迎賓館
うつしの村の中心。伊喜島最大の裏産業の売春を行う場で、砂浜と崖の近くにある洋館で女衆のスペアボディが監禁されている。38、39、40話の銃撃戦の舞台となり、近くの砂浜では梶浦の処刑も行われかけた。
ヒモロギの実
伊喜島の特産の神籬の名を持つ実でマハの星の技術で作られた人造植物。新鮮なまま食べると島民としての適性が、場合によっては神通が開花する。菅野によればアボカドに似た、梶浦によれば木の実というよりも動物性タンパク質的なねっとりした旨みがある味だそう。
神通
転生に必要な超能力。作中では2話、4話、5話、6話で描写されただけであまり役に立っていないとされる。明言はないが、おそらくマハの星の技術に由来する。肉体に遺伝するものであり、かつては多くの女衆が使用出来たが、今は使い手は蒔絵一人のみとなっている。また35話では数百人の人間をバラバラにするほどの殺傷能力が示される。一郎太の生まれ変わりである梶浦は、神通を異常な早さで開花させた。
呪いの樹
マハの星の人間が開発した別次元に存在する生体器械で、女衆の魂魄と記憶をデータ化して保管、神通で別の身体に交換する。一郎太を管理人としてこれまでマハと女衆31人の魂魄を格納してきた。外見は宇宙空間に似た空間にある、根本が丸く光る実が生った樹木。神通が開いた者のみアクセスできる。
知的生命体（人間の魂）
マハの母星曰く、人間の脳を媒介に寄生、転生を繰り返して未来へと移動している生命体。この生物学を基礎に呪いの樹は開発された。
転生
神通と呪いの樹を使わない自然転生でいわゆる前世と来世での生まれ変わり。
宇宙人
作中で登場するのはマハのみ。地球を凌駕する高度な科学技術を持ち、魂魄の存在と常世と言う異次元を発見、転生の仕組みを研究して呪いの樹を開発した。肉体の再生や魂魄の入れ替えなどによる生命の延命で永遠の時間を生きる。マハによれば永遠を生きたことでそれぞれ身の丈の合ったところで充足してしまった模様。

## 書誌情報
- 原つもい『この島には淫らで邪悪なモノが棲む』 KADOKAWA〈電撃コミックスNEXT〉、全9巻
  1. 2014年8月27日発売[1]、ISBN 978-4-04-866845-3
  2. 2015年1月27日発売[2]、ISBN 978-4-04-869141-3
  3. 2015年6月27日発売[3]、ISBN 978-4-04-865108-0
  4. 2015年12月19日発売[4]、ISBN 978-4-04-865516-3
  5. 2016年6月27日発売[5]、ISBN 978-4-04-892100-8
  6. 2016年12月17日発売[6]、ISBN 978-4-04-892505-1
  7. 2017年7月27日発売[7]、ISBN 978-4-04-892982-0
  8. 2018年2月26日発売[8]、ISBN 978-4-04-893644-6
  9. 2018年7月26日発売[9]、ISBN 978-4-04-912007-3